# Joshua Norman Haldeman
Joshua Norman Haldeman (Minnesota, 25 de novembro de 1902 - 1974) foi um quiroprata, piloto, político e líder do Movimento Tecnocrata no Canadá.

## Biografia
Joshua nasceu em 1902 no estado da Minnesota, mas cresceu e foi criado em Herbert, na província de Sascachevão no Canadá. Sua mãe, Almeda Haldeman-Wilson, foi a primeira quiroprata mulher do Canadá, além de empreender com um restaurante e uma pensão .
Durante a infância, Joshua sofreu uma pancada na cabeça durante uma partida de hóquei na escola que gerou problemas de visão. Por conta desse problema foi enviado à Palmer School of Chiropractic em Davenport, Iowa, para tratamento. Após ter sua visão normalizada, Joshua se tornou aluno da instituição.
Na década de 1930 se juntou ao Movimento Tecnocrata, que defendia que engenheiros e cientistas, e não o povo, deveriam governar. Joshua foi líder do Movimento Tecnocrata no Canadá de 1936 a 1940. Muitos de seus membros começaram a comparecer a eventos com uniformes cinza idênticos e a se cumprimentarem com saudações, além de adotarem um número, não apenas o próprio nome - o de Joshua era 10450-1.
O movimento era contra a entrada do Canadá na Segunda Guerra Mundial e foi banido usando as mesmas leis usadas para proibir os partidos fascistas. Em 13 de outubro de 1940, Joshua compareceu ao tribunal por acusações de acordo com a Lei de Defesa do Canadá. Apesar do movimento não ser oficialmente banido nos Estados Unidos, Joshua foi barrado de entrar no país em 1940 - apesar de ser um cidadão americano.
O fracasso do Movimento Tecnocrata foi o pontapé para Joshua ingressar no Partido Crédito Social do Canadá, do qual foi presidente nacional e concorreu a um cargo público na década de 1940 que perdeu. O partido adotava teorias conspiratórias sobre o povo judeu e passou a ser amplamente criticado por seu antissemitismo. Afirmações que Joshua defendia não serem antissemita, apesar de declarar que Hitler havia se tornado führer alemão por "dinheiro (...) fornecido por financistas internacionais, muitos, mas não todos, judeus" - e afirmar que os judeus criaram o antissemitismo para gerar simpatia.
Em 1948, Joshua Haldeman conseguiu sua carteira de piloto de avião, hobby que cultivou ao longo de sua vida em busca da Cidade Perdida do Kalahari, no Sul da África.
Em 1950, dois anos após a instituição do apartheid na África do Sul, Joshua se mudou com sua família para Pretória. Passou a atuar como quiroprata no continente africano e demonstrou apoio ao regime de apartheid, declarando que "A África do Sul se tornará líder da civilização branca no mundo". Além de declarar   ao jornal sul-africano Die Transvaler que "a atitude do governo (...) me incentivou a vir e me estabelecer aqui".
Em 1951, Joshua publicou no jornal The Leader-Post um artigo compartilhando sua experiência pessoal ao se mudar para África do Sul, onde declarou que "os nativos são muito primitivos e não devem ser levados a sério" e que "o presente governo da África do Sul sabe como lidar com a questão da população nativa".
Em 1960, Joshua escreveu um panfleto antissemita intitulado “A conspiração internacional para estabelecer uma ditadura global e a ameaça à África do Sul", onde destacava suas crenças no desenvolvimento de uma nação cristã branca.
Sua filha, Maye Musk (nascida Maye Haldeman), foi finalista da Miss África do Sul e é mãe de Elon Musk.
Joshua morreu em 1974 em um acidente avião.

## Publicações
Não se tem certeza da extensão das obras de J. N. Haldeman, presumidamente, boa parte de seus textos devem estar em posse da família. Entretanto, algumas de suas obras estão na Biblioteca da Universidade Estadual de Michigan.
- The International Conspiracy to Establish a World Dictatorship and the Menace to South Africa (1960)
- The International Conspiracy in Health